# Lonicera spinosa
Lonicera spinosa là một loài thực vật có hoa trong họ Kim ngân. Loài này được Jacq. ex Walp. mô tả khoa học đầu tiên năm 1843.